# بحيرة ساراناك السفلى
بحيرة ساراناك السفلى هي واحدة من ثلاث بحيرات متصلة، وهي جزء من نهر ساراناك، بالقرب من قرية بحيرة ساراناك في آديرونداكس في شمال نيويورك. مع بحيرة ساراناك الوسطى وبحيرة ساراناك العليا، على بعد 17 ميل (27 كـم) حيث يمكن حمل مجداف واحد فقط حمل ممكن. يوفر المخيم العام لجزر بحيرة ساراناك 87 موقعًا للتخييم في الأراضي الداخلية في بحيرة ساراناك السفلى والوسطى. بالإضافة إلى نهر ساراناك، ينحدر بالقرب من بحيرة كولبي وفيش كريك وليلي باد بوند. تقع بحيرة ساراناك السفلى في بلدة هاريتستاون بنيويورك. البحيرة، جنبًا إلى جنب مع كل من بحيرات ساراناك العليا والوسطى، هي أيضًا جزء من مسار كانوي الشمالي للغابات الذي يبلغ طوله 740 ميلًا، والذي يبدأ في أولد فورج، نيويورك وينتهي في فورت كينت ، مي.

## تاريخ
قبل تطوير السكك الحديدية والسيارات، شكلت بحيرات ساراناك جزءًا من طريق نقل مهم في آديرونداكس؛ يمكن للمرء أن يسافر 140 ميل (230 كـم)، من آولد فورج إلى بحيرة شامبلين، بالكامل تقريبًا على الماء. في عام 1849، بنى ويليام ف. مارتن أحد الفنادق الأولى في آيدرونداكس «منزل بحيرة ساراناك»، والمعروف ببساطة باسم «فندق مارتن» - على الشاطئ الشمالي الشرقي لبحيرة ساراناك السفلى. أصبح فندق مارتن، الذي يتسع لـ 80 ضيفًا، مكانًا مفضلاً للصيادين والحطابين والاجتماعيين للالتقاء والتفاعل؛ كان الشاب ثيودور روزفلت من بين الضيوف،  وأعضاء «معسكر الفيلسوف» الشهير في فولينسبي بوند (بما في ذلك الشعراء رالف والدو إيمرسون وجيمس راسل لويل والعالم لويس أغاسيز) وجدوا مرشديهم في مارتينز. نشر كتاب ويليام هنري ' مغامرات في البرية؛ أو حياة التخييم التي بدأت - في آديرونداكس في عام 1869، والتي تحتوي على مراجعة إيجابية لمارتن، في تدفق السياح إلى المنطقة، مما أدى إلى اندفاع بناء الفنادق وتطوير خطوط حافلات المسرح. في عام 1892، وصلت سكة حديد الموهوك ومالون التابعة للدكتور ويليام سيوارد ويب إلى قرية بحيرة ساراناك. لقد قلل بشكل كبير من وقت السفر من مدن الساحل الشرقي الرئيسية إلى آديرونداكس، وكان له تأثير كبير على الفندق والمنطقة. في عام 1870، تمت مضاعفة سعة الفندق. في عام 1880، فقد مارتن الفندق بسبب حبس الرهن. قام المالك الجديد على الفور بإعادة تشكيل وزيادة السعة إلى 250 ضيفًا. في عام 1888، خضع لأعمال التجديد النهائية، ولكن في عام 1894، احترق تمامًا.
في عام 1884، تم بناء فندق جديد يبعد نصف ميل جنوب شرق فندق مارتن. عُرف في الأصل باسم منزل آليكساندر أو آليكساندر، الذي يتسع لمئة ضيف، في عام 1890، تم تغييره وأطلق عليه اسم الجونكوين. سرعان ما اكتسبت سمعة طيبة في الفخامة والتكنولوجيا الحديثة والمأكولات الفاخرة، وسرعان ما تم رفع السعة إلى 150. في عام 1914، تم تأجير الفندق لشركة حاولت استخدامه كمصحة لمرض السل، وهو ابتكار فشل في العام الأول. على الرغم من أنه استأنف العمل كفندق، إلا أنه لم يعمل بشكل جيد مرة أخرى، حيث تم تغيير الأيدي عدة مرات، وأصبح في النهاية ملكًا لإدموند غوغنهايم، الذي كان يمتلك ممتلكات قريبة؛ تبرع به إلى معهد ترودو، الذي استبدل الهيكل بمبناه الحالي في أواخر الخمسينيات.
في عام 1888، تم بناء فندق ثالث في الطرف الشمالي من البحيرة، على الشاطئ الغربي لخليج أمبيرساند، فندق آمبيرساند. تم تصميمه في الأصل كمنتجع صحي على مدار العام، يعتمد على سمعة بحيرة ساراناك في علاج مرض السل، وبدلاً من ذلك وجد أن أفضل زبائنه هم من يقضون إجازة صيفية صحية. أكبر الفنادق الثلاثة وأكثرهم أناقة، وقد أطلق عليها اسم ساراتوجا فيه بحيرة ساراناك السفلى. تم إنقاذها من قبل السكان المجاورين لها من حريق هائل عام 1907. لم يتم إعادة بنائه.

نظرًا لأن الدولة تمتلك الكثير من الخطوط الساحلية لبحيرة ساراناك السفلى، فهناك تنمية أقل بكثير من تلك الموجودة في بحيرة ساراناك العليا. أحد الممتلكات البارزة هو نادي نولود، الذي بني في 1899-1900 من قبل المهندس المعماري المحلي ويليام .ل . كولتر لستة أصدقاء، بما في ذلك لويس مارشال ودانيال غوينهم. أمضى أبناء لويس مارشال، الناشط في مجال الحياة البرية، بوب مارشال، والمدافع عن البيئة جورج مارشال، الصيف من شبابهم هناك،  وكان ألبرت أينشتاين زائرًا متكررًا في الصيف. كان في نولود في 6 أغسطس 1945 عندما سمع في الراديو أن القنبلة الذرية قد ألقيت على هيروشيما. استمتع أينشتاين بالإبحار في البحيرة، وفي بعض الأحيان احتاج السكان المحليون إلى الإنقاذ بعد الانقلاب.

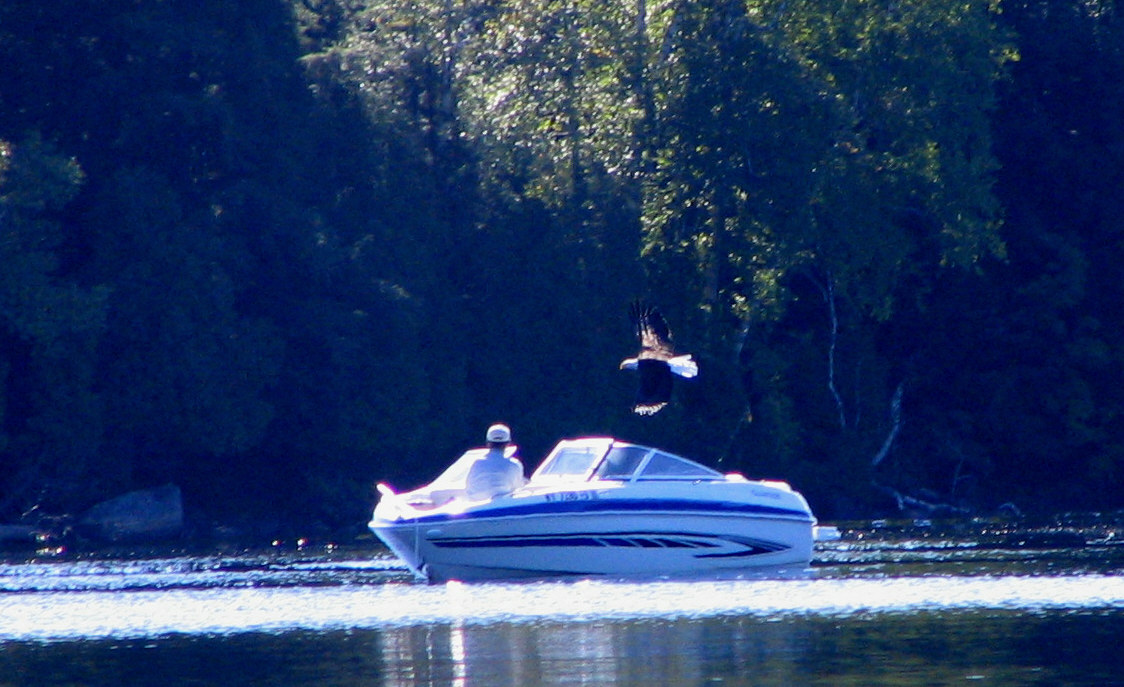
النسر الأصلع، خليج أمبيرساند
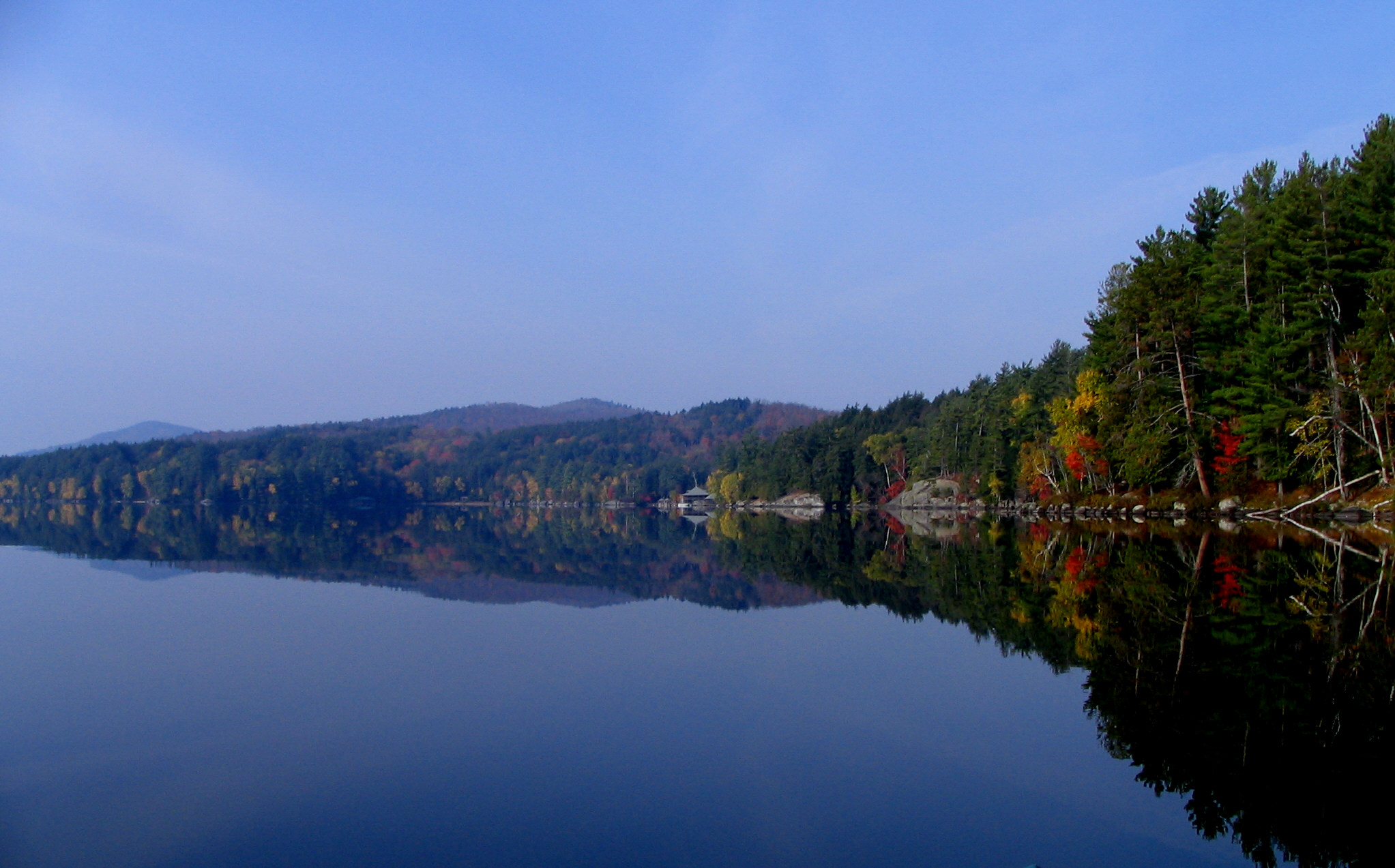
خليج شينجل
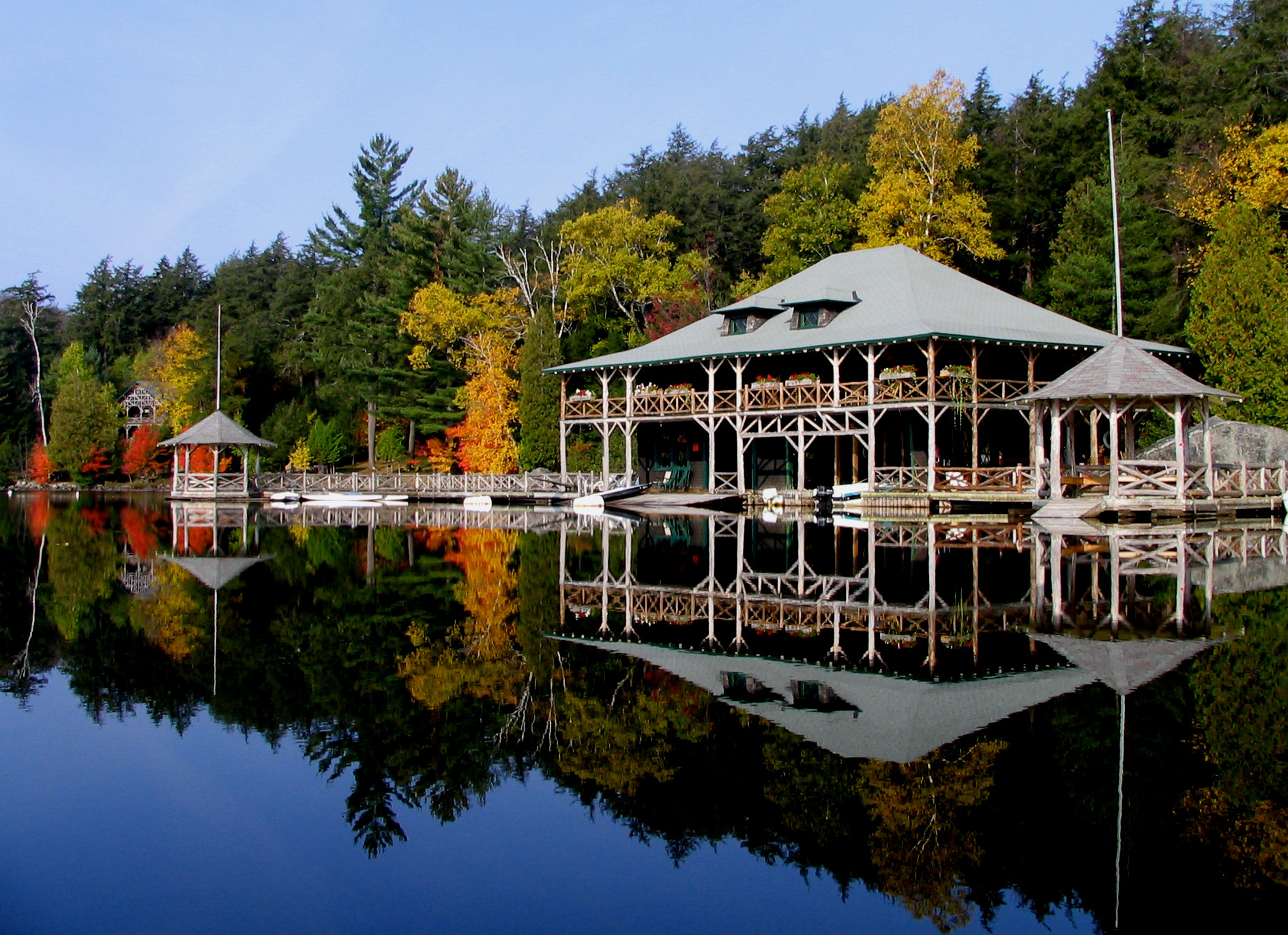
نولوود كلوب  [لغات أخرى]‏ جريت كامب
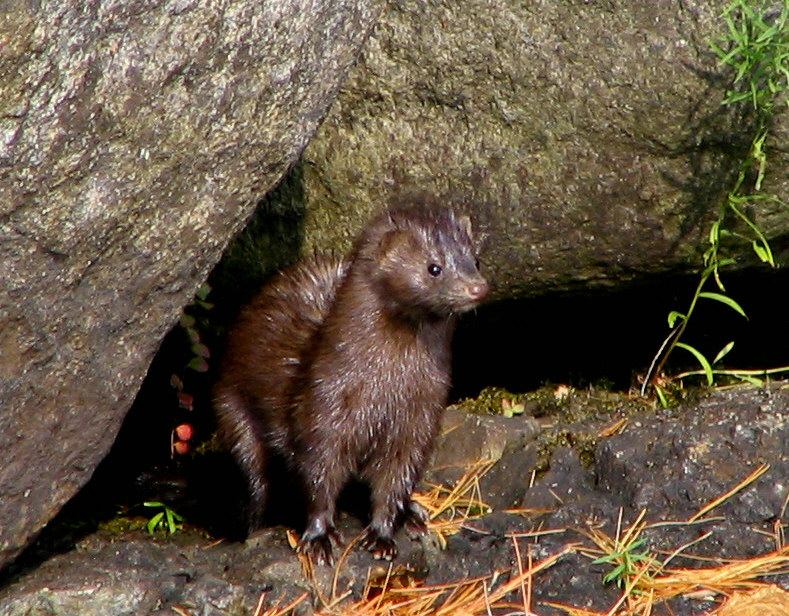
ثعلب الماء بالقرب من فيش كريك
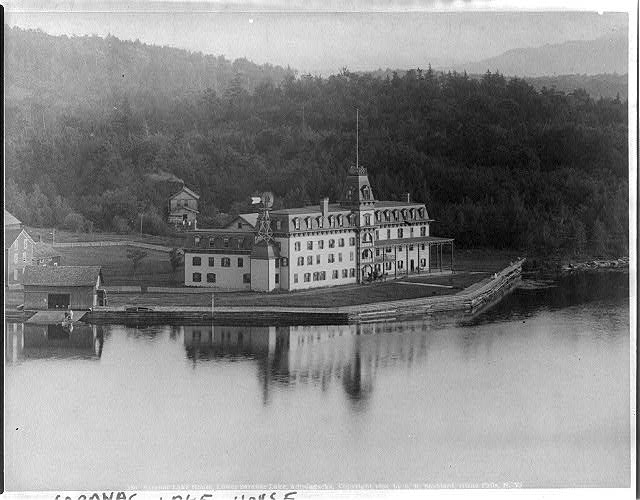
بيت بحيرة ساراناك ، 1890 ( ستودارد )
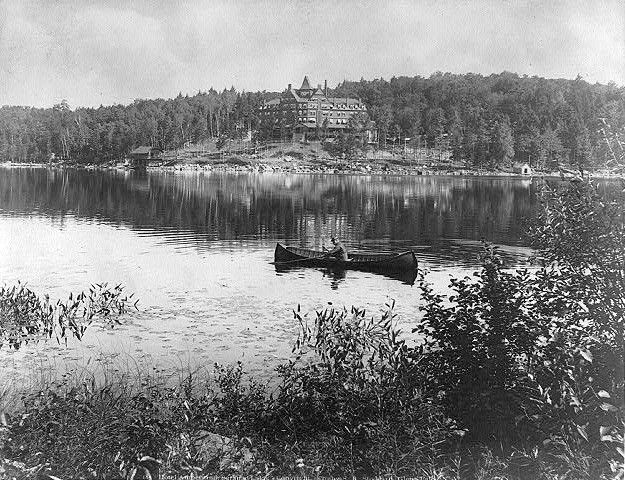
فندق آمبيرساند، 1890 (ستودارد)
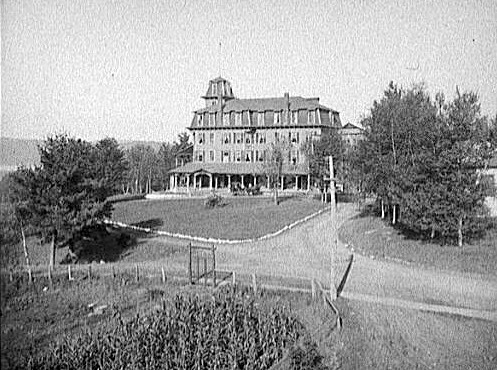
ألجونكوين (سي 1900 - 1910)
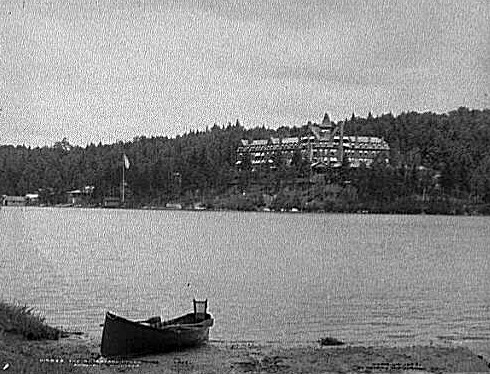
فندق أمبيرساند ، دابليو إتش جاكسون ، 1902